# Peru International 2014
Die Peru International 2014 im Badminton fanden vom 9. bis zum 13. April 2014 im Coliseo Manuel Bonilla in Lima statt.

## Sieger und Platzierte
| Disziplin    | Gold                           | Silber                             | Bronze                             |
| ------------ | ------------------------------ | ---------------------------------- | ---------------------------------- |
| Herreneinzel | Osleni Guerrero                | Hock Lai Lee                       | Howard Shu                         |
| Herreneinzel | Osleni Guerrero                | Hock Lai Lee                       | Niluka Karunaratne                 |
| Dameneinzel  | Zhang Beiwen                   | Michelle Li                        | Jamie Subandhi                     |
| Dameneinzel  | Zhang Beiwen                   | Michelle Li                        | Bo Rong                            |
| Herrendoppel | Matijs Dierickx Freek Golinski | Christian Christianto Hock Lai Lee | Adrian Liu Derrick Ng              |
| Herrendoppel | Matijs Dierickx Freek Golinski | Christian Christianto Hock Lai Lee | Phillip Chew Sattawat Pongnairat   |
| Damendoppel  | Eva Lee Paula Obanana          | Nicole Grether Charmaine Reid      | Berónica Vivieca Daigenis Saturria |
| Damendoppel  | Eva Lee Paula Obanana          | Nicole Grether Charmaine Reid      | Paula Pereira Lohaynny Vicente     |
| Mixed        | Christian Christianto Eva Lee  | Derrick Ng Michelle Li             | Alex Tjong Lohaynny Vicente        |
| Mixed        | Christian Christianto Eva Lee  | Derrick Ng Michelle Li             | Mario Cuba Katherine Winder        |